# SSV Ulm 1846
Der SSV Ulm 1846 Fußball e. V., kurz SSV Ulm 1846, ist ein Fußballverein aus der schwäbischen Stadt Ulm. Er entstand 2009 durch Abspaltung der Fußballabteilung vom SSV Ulm 1846 e. V. Die Vereinsfarben des im Volksmund „die Spatzen“ (nach dem Ulmer Spatz) genannten Klubs sind wie die Ulmer Stadtfarben Schwarz und Weiß. Der Verein, der als Fußballabteilung des Muttervereins in der Saison 1999/2000 in der Bundesliga spielte und nach der dritten Insolvenz 2014 in der fünftklassigen Oberliga Baden-Württemberg und in der viertklassigen Regionalliga Südwest antrat, spielt seit der Saison 2025/26 in der 3. Liga.

## Geschichte

### Vorgängervereine
Der SSV Ulm 1846, dem der heutige Verein bis 2009 als Fußballabteilung angehörte, entstand 1970 durch Fusion der beiden Vereine TSG Ulm 1846 und 1. SSV Ulm 1928. Näheres zur Historie und den weiteren Vorgängervereinen findet sich im Artikel zum SSV Ulm 1846.

#### TSG Ulm 1846

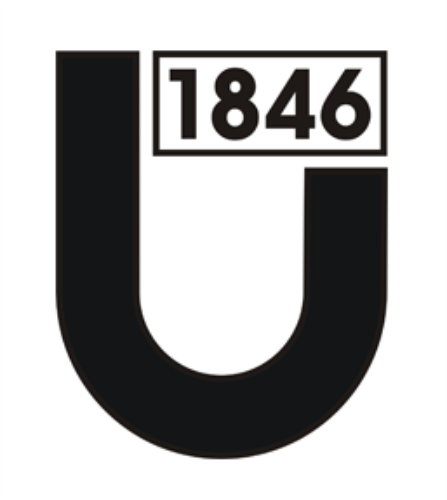
Vereinsemblem der TSG Ulm 1846

Anfang des Jahres 1893 führte ein Ulmer Gymnasiallehrer den Ulmern das Fußballspiel vor. Im November 1894 entstand daraufhin im Privatturnverein Ulm eine Fußballabteilung. Zunächst trug man bis zum Beitritt in den Verband süddeutscher Fußballvereine im Jahr 1904 nur Privatspiele aus. Am 15. Mai 1909 spalteten sich die Fußballer vom Privatturnverein ab und gründeten den Ulmer FV 1894. Ab 1912 spielte der bereits in dieser Zeit in schwarz-weißer Spielkleidung auflaufende Verein in der A-Klasse. Gegner waren meist bayerische Vereine. Später wurde der Ulmer FV durch einige Jahre in der Gauliga und der Teilnahme am Tschammer-Pokal überregional bekannt. In seinen Reihen spielten unter anderem der Halbstürmer Erwin Schädler, der 1937 und 1938 insgesamt vier Länderspiele für die deutsche Nationalmannschaft bestritt, sowie die vom Süddeutschen Fußball-Verband zu Auswahlspielen im Rahmen des Bundespokals eingesetzten Walter Vollweiler oder Georg Wurzer. Der Ulmer FV 1894, der 1939 mit dem TB 1846 Ulm und der SpVgg Ulm 1889 zur TSG Ulm 1846 fusioniert worden war, und dann der Nachfolgeverein spielten 1934 bis 1936 und nach dem direkten Wiederaufstieg 1938 bis zum Abbruch der Meisterschaft im März 1945 in der Gauliga.
Nach dem Zweiten Weltkrieg war ein Großteil der Sportstätten zerstört oder von der Besatzungsmacht beschlagnahmt worden. 1946 wurde die TSG Ulm Meister der Landesliga und stieg in die im Jahr zuvor neu geschaffene Oberliga Süd auf. Der Verein spielte von 1946 bis 1949, in der Saison 1952/53, von 1958 bis 1961 sowie 1962/63 in der Oberliga und stiegen mehrmals in die II. Division ab. In der letzten Oberligasaison vor Einführung der Fußball-Bundesliga belegten die Ulmer Platz 8. Sie qualifizierten sich damit für die als Unterbau zur Bundesliga eingerichtete Regionalliga. Der erneuten Zweitklassigkeit in der Regionalliga ab dem Jahr 1963 folgte zwei Jahre später der Abstieg in die 1. Amateurliga. 1967 musste die TSG Ulm, die sich nun anstatt dem Fußball verstärkt dem Breitensport zuwandte, sogar in die 2. Amateurliga absteigen, ehe 1969 der Wiederaufstieg gelang.

#### 1. SSV Ulm 1928

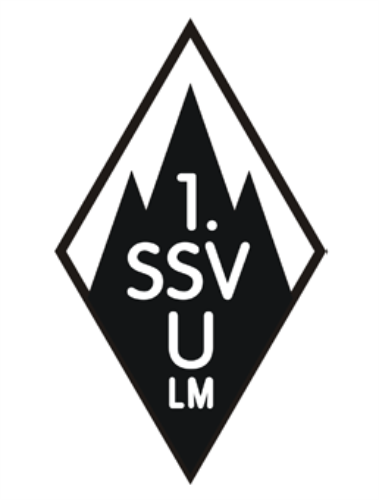
Vereinsemblem des 1. SSV Ulm 1928

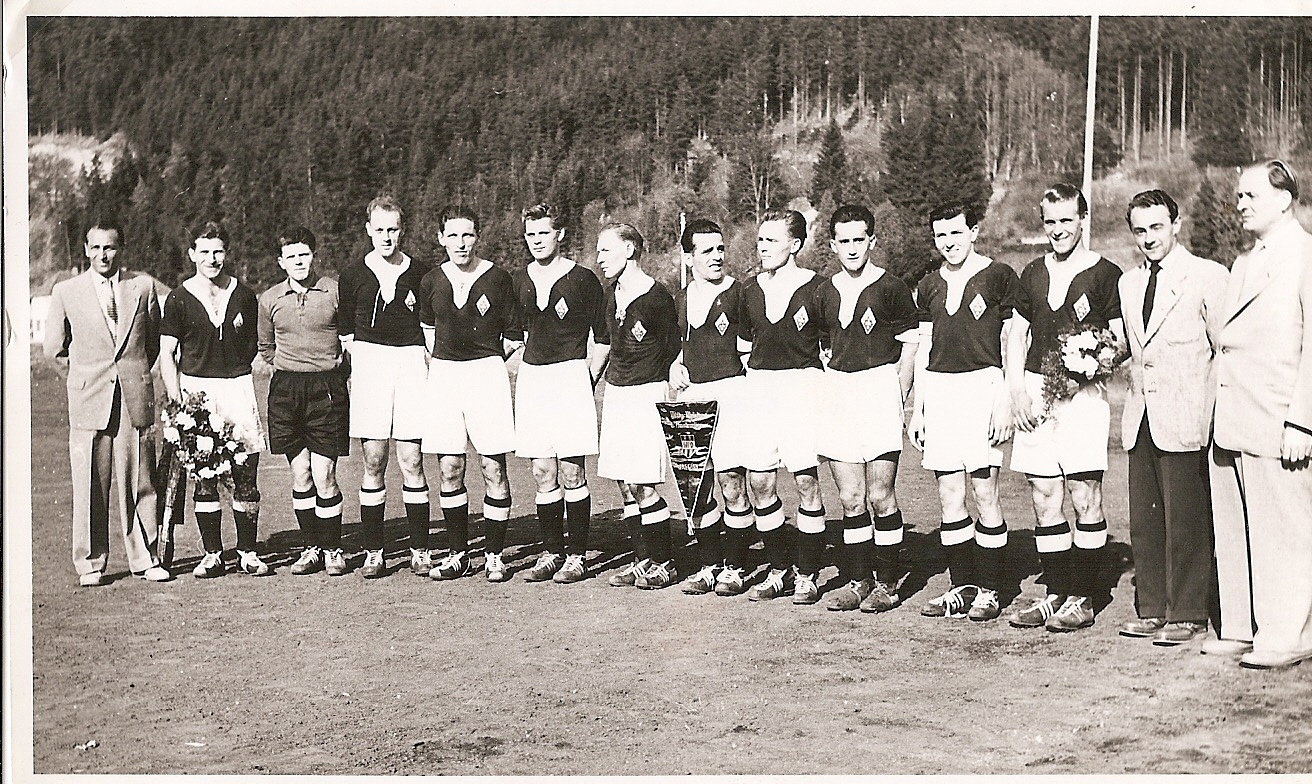
Württembergischer Meister 1955

Der 1924 gegründete SV Schwaben Ulm war zuvor von der B-Klasse bis in die höchste deutsche Fußballklasse aufgestiegen und spielte dort gegen Mannschaften wie den 1. FC Nürnberg oder den FC Bayern München bereits vor mehreren tausend Zuschauern. Nach dem Zusammenschluss zum 1. SSV Ulm wurde im Jahr 1930 die Kreisligameisterschaft errungen, 1931 gelang der Aufstieg in die oberste Spielklasse, die Bezirksliga Bayern. 1933 qualifizierte man sich für die neu geschaffene Gauliga Württemberg, der man bis 1942 angehörte und in dieser Zeit zweimal Vizemeister wurde. In der letzten Saison vor Kriegsende spielte der SSV Ulm erneut in der Gauliga, trug jedoch aufgrund des Krieges nur vier Spiele aus, ehe der Spielbetrieb im März 1945 eingestellt wurde.
Nach Kriegsende startete der 1. SSV Ulm recht erfolgreich und wurde 1946 Vizemeister der Landesliga. Bedingt durch zahlreiche Spielerabgänge stieg man 1949 in die Bezirksklasse, die später in 2. Amateurliga umbenannt wurde, ab. Nach dem Wiederaufstieg in die 1. Amateurliga 1954 wurde man Württembergischer Meister, was zur Teilnahme an den Aufstiegsspielen zur II. Division berechtigte. Nach dem verpassten Aufstieg errang man 1956 die Vizemeisterschaft. 1957 wurde der 1. SSV Ulm Württembergischer Pokalsieger.

### Gründung und erste Jahre des SSV Ulm 1846
| Spielzeit | Liga                           | Platz |  |
| --------- | ------------------------------ | ----- |  |
| 1970/71   | 1. Amateurliga Nordwürttemberg | 3.    |  |
| 1971/72   | 1. Amateurliga Nordwürttemberg | 1.    |  |
| 1972/73   | 1. Amateurliga Nordwürttemberg | 1.    |  |
| 1973/74   | 1. Amateurliga Nordwürttemberg | 2.    |  |
| 1974/75   | 1. Amateurliga Nordwürttemberg | 4.    |  |
| 1975/76   | 1. Amateurliga Nordwürttemberg | 5.    |  |
| 1976/77   | 1. Amateurliga Nordwürttemberg | 1.    |  |
| 1977/78   | 1. Amateurliga Nordwürttemberg | 1.    |  |
| 1978/79   | Oberliga Baden-Württemberg     | 1.    |  |
| 1979/80   | 2. Bundesliga Süd              | 16.0  |  |

| Legende                | Legende               |
| ---------------------- | --------------------- |
| Aufstieg am Saisonende | Abstieg am Saisonende |

Vereinsemblem des SSV Ulm 1846

Der SSV Ulm 1846 resultierte aus dem Zusammenschluss der beiden größten Sportvereine Ulms, der Turn- und Sportgemeinde Ulm 1846 und dem 1. Schwimm- und Sportverein Ulm, am 5. Mai 1970. Mit über 8300 Mitgliedern entstand der damals größte Sportverein Deutschlands.
Mit der Fusion der Großvereine erwartete das Umfeld einen raschen Aufstieg. In der ersten Saison 1970/71 belegte die Mannschaft in der 1. Amateurliga nur Platz 3. In den beiden folgenden Spielzeiten wurde zwar die Meisterschaft gewonnen, aber der Aufstieg verpasst. Die nächsten Jahre bescherten den zweiten, vierten und fünften Rang. 1976/77 sowie 1977/78 war man wieder Meister, schaffte aber den Aufstieg erneut nicht.
Zur Saison 1978/79 wurden die Amateuroberligen als Unterbau zur 2. Liga Süd deutschlandweit eingeführt. Als Zusammenschluss der vorher existierenden vier Amateurligen Nordwürttemberg, Schwarzwald-Bodensee, Südbaden und Nordbaden wurde die Oberliga Baden-Württemberg gegründet. Dadurch entfiel die zur Ermittlung des Aufsteigers in die 2. Liga Süd bis dahin notwendige Aufstiegsrunde. Für die neu gegründete Liga qualifizierten sich die jeweils fünf bestplatzierten Mannschaften aus den vier baden-württembergischen Amateurligen, darunter der SSV Ulm 1846 als Vorjahresmeister der 1. Amateurliga Nordwürttemberg. Mit vier Punkten Vorsprung vor dem Zweitplatzierten 1. Göppinger SV wurde Ulm gleich in der Premierensaison Meister der Oberliga und stieg erstmals in die 2. Bundesliga auf.

### Zwischen Zweit- und Drittklassigkeit
Der SSV Ulm 1846 startete am 28. Juli 1979 mit einer 0:3-Niederlage bei den Stuttgarter Kickers in seine erste Zweitligasaison. Die Mannschaft fand sich jedoch recht schnell in der neuen Liga zurecht, sie stand im weiteren Saisonverlauf kein einziges Mal mehr auf einem Abstiegsplatz; am Ende der Saison belegte man Platz 16. 1981 wurde die eingleisige 2. Bundesliga mit 20 Vereinen eingeführt. Hierfür waren neben den Absteigern aus der Bundesliga die jeweils vier erstplatzierten Mannschaften der Nord- und Südstaffel direkt qualifiziert. Die restlichen Teilnehmer wurden über eine sogenannte „Platzziffer“ ermittelt. Diese errechnete sich aus den erreichten Tabellenplätzen der letzten drei Jahre. Da Ulm in der Saison 1978/79 noch in der Oberliga gespielt und 1979/80 lediglich auf Platz 16 abgeschlossen hatte, war die Qualifikation für die eingleisige 2. Bundesliga praktisch nur über das Erreichen des vierten Tabellenplatzes in der Saison 1980/81 möglich. Unter Trainer Jörg Berger setzte sich die Mannschaft in der Rückrunde im vorderen Tabellendrittel fest. Am Saisonende war Platz 4 sogar in greifbarer Nähe, da Ulm durch einen Sieg am letzten Spieltag gegen den ESV Ingolstadt-Ringsee, bei gleichzeitiger Niederlage der viertplatzierten, jedoch bereits über die Platzziffer für die eingleisige 2. Liga qualifizierten Stuttgarter Kickers an diesen hätte vorbeiziehen können. Die Ulmer gewannen ihr letztes Spiel mit 1:0. Durch das 4:1 der Kickers bei der SpVgg Bayreuth blieb der SSV Ulm 1846 jedoch auf Platz 5, verpasste dadurch die Qualifikation zur eingleisigen 2. Bundesliga und musste zurück in die Oberliga.
| Spielzeit | Liga                       | Platz |  |
| --------- | -------------------------- | ----- |  |
| 1980/81   | 2. Bundesliga Süd          | 05.   |  |
| 1981/82   | Oberliga Baden-Württemberg | 01.   |  |
| 1982/83   | Oberliga Baden-Württemberg | 01.   |  |
| 1983/84   | 2. Bundesliga              | 13.   |  |
| 1984/85   | 2. Bundesliga              | 20.   |  |
| 1985/86   | Oberliga Baden-Württemberg | 01.   |  |
| 1986/87   | 2. Bundesliga              | 13.   |  |
| 1987/88   | 2. Bundesliga              | 19.   |  |
| 1988/89   | Oberliga Baden-Württemberg | 07.   |  |
| 1989/90   | Oberliga Baden-Württemberg | 13.   |  |

In der Spielzeit darauf wurden die Spatzen mit fünf Punkten Vorsprung vor der zweitplatzierten SpVgg 07 Ludwigsburg Meister der Oberliga Baden-Württemberg. Da aufgrund der neu eingeführten eingleisigen 2. Bundesliga für die Meister der acht Oberligen nur noch vier Aufstiegsplätze zur Verfügung standen, mussten die Zweitligaaufsteiger wieder über eine Aufstiegsrunde ermittelt werden. Als Dritter der Südgruppe scheiterten die Ulmer nur knapp am FSV Frankfurt und dem punktgleichen FC Augsburg. Nach einer erfolgreichen Titelverteidigung qualifizierte sich der SSV Ulm 1846 erneut für die Aufstiegsrunde. Ulm traf auf den 1. FC Saarbrücken, den VfR Oli Bürstadt und die SpVgg Unterhaching. Das entscheidende Spiel im Ulmer Donaustadion gegen Unterhaching wurde durch ein Tor von Dieter Kohnle mit 1:0 gewonnen, so dass Ulm in der Saison 1983/84 erneut zweitklassig war.
Im ersten Jahr nach dem Wiederaufstieg belegte man Platz 13. 1984/85 startete der SSV recht gut in die Saison und lag im Tabellenmittelfeld. Dem 3:2-Sieg gegen den späteren Bundesligaaufsteiger 1. FC Nürnberg im November folgten jedoch 23 Spiele ohne Sieg, so dass die Ulmer am Ende der Saison mit lediglich 22:54 Punkten als Tabellenletzter wieder abstiegen.
Bereits ein Jahr darauf gelang den Spatzen der direkte Wiederaufstieg. Nach zwei Jahren in der 2. Liga stieg man 1988 abermals in die Oberliga Baden-Württemberg ab. Dort belegte man in der Spielzeit 1988/89 lediglich Rang 7. 1990 drohte der Verein sogar in die viertklassige Verbandsliga Württemberg abzurutschen, erreichte am Saisonende jedoch mit vier Punkten Vorsprung auf einen Abstiegsrang Platz 13. Nach einem siebten Platz im nächsten sowie der Vizemeisterschaft im übernächsten Jahr gelang dem SSV Ulm 1846 in der Saison 1992/93 wieder die Oberliga-Meisterschaft. In der Aufstiegsrunde reichte es dann wieder einmal nicht zum Sprung in die 2. Bundesliga. Gleich zu Beginn sahen 20.000 Zuschauer ein 0:2 gegen den TSV 1860 München, was schon so etwas wie eine Vorentscheidung war. Es folgten Siege in Norderstedt (2:0) und Offenbach (2:1), zuhause dann aber nur Unentschieden (0:0 gegen Offenbach und 2:2 gegen Norderstedt). Zum Schluss fehlte ein Siegtreffer beim 1:1 in München gegen die 60er, um tatsächlich aufzusteigen.
Die Saison 1993/94 ähnelte der vorangegangenen. Nach der Oberliga-Meisterschaft – der Ulmer Marc Arnold wurde mit 24 Treffern Torschützenkönig – belegte man in der Aufstiegsrunde nach Niederlagen gegen Eintracht Trier, Kickers Emden und beim FSV Frankfurt nur Platz 2.

### Durchmarsch in die Bundesliga und tiefer Fall
| Spielzeit | Liga                       | Platz |  |
| --------- | -------------------------- | ----- |  |
| 1990/91   | Oberliga Baden-Württemberg | 07.   |  |
| 1991/92   | Oberliga Baden-Württemberg | 02.   |  |
| 1992/93   | Oberliga Baden-Württemberg | 01.   |  |
| 1993/94   | Oberliga Baden-Württemberg | 01.   |  |
| 1994/95   | Regionalliga Süd           | 04.   |  |
| 1995/96   | Regionalliga Süd           | 03.   |  |
| 1996/97   | Regionalliga Süd           | 06.   |  |
| 1997/98   | Regionalliga Süd           | 01.   |  |
| 1998/99   | 2. Bundesliga              | 03.   |  |
| 1999/2000 | 1. Bundesliga              | 16.   |  |

Nach dem Scheitern in der Aufstiegsrunde spielte man von 1994 an in der als neuem Unterbau zur 2. Bundesliga gegründeten Regionalliga Süd und belegte in den kommenden vier Spielzeiten stets vordere Plätze. 1996 gewann der SSV Ulm 1846 durch ein 2:1 gegen den VfR Mannheim im heimischen Donaustadion die deutsche Amateurmeisterschaft.
1997/98 wurde die Mannschaft unter der Leitung des Trainers Ralf Rangnick Meister der Regionalliga Süd und schaffte über die 2. Liga anschließend den direkten Durchmarsch in die Bundesliga. Der Verein startete in die Zweitligasaison 1998/99 in der Rolle des Abstiegskandidaten, doch die Ulmer „Spatzen“ schafften nicht nur das vorgegebene Saisonziel, den Klassenerhalt, sie bewerkstelligten den für unmöglich gehaltenen Aufstieg als Tabellendritter hinter Arminia Bielefeld und der SpVgg Unterhaching. Damit gelang dem Verein zum ersten Mal in seiner Vereinsgeschichte der Einzug ins Oberhaus.
Aus der Bundesliga musste sich der Verein allerdings nach nur einjähriger Zugehörigkeit im Jahr 2000 wieder verabschieden – wenn auch am Ende recht unglücklich. Zehn Spieltage vor Schluss schienen die „Spatzen“ nach einem überraschenden 2:1-Auswärtssieg beim Tabellendritten Hamburger SV der Abstiegszone schon entronnen. Ulm wies nach 24 Spieltagen als Tabellenzwölfter 30 Punkte auf und war damit der UEFA-Pokal-Zone näher als den Abstiegsrängen. Der Tabellen-16. Eintracht Frankfurt (22 Zähler) auf dem ersten Abstiegsplatz lag zu diesem Zeitpunkt acht Punkte zurück.
Doch es folgte am 18. März 2000 eine 1:9-Heimniederlage gegen den Tabellenzweiten Bayer 04 Leverkusen, damit begann der Niedergang. In den letzten zehn Saisonspielen gelang den Schwarz-Weißen im Heimspiel gegen den VfL Wolfsburg mit dem 2:0 am vorletzten Spieltag nur noch ein Sieg sowie zwei Remis (1:1 gegen den VfB Stuttgart und 0:0 bei FC Schalke 04). Eintracht Frankfurt unter Trainer Felix Magath hatte aufgeholt und den SSV 1846 hinter sich gelassen. Am letzten Spieltag musste Ulm beim direkten Konkurrenten Eintracht Frankfurt antreten, wo man allerdings nur durch einen Sieg eine Chance auf den Klassenerhalt gehabt hätte und dies auch nur, weil die Frankfurter zuvor mit einem Punktabzug des DFB bestraft worden waren. Obwohl man zwischenzeitlich hatte ausgleichen können, verlor Ulm mit 1:2 durch einen von Horst Heldt geschossenen Elfmeter in der 90. Minute. Mit 35 Zählern nach 34 Spieltagen musste der SSV Ulm 1846 als Tabellensechzehnter absteigen.
Rund 15.000 Dauerkarten verkaufte der SSV 1846 in der Bundesligasaison an seine Fans, welche für einen Zuschauerschnitt von 21.500 Besuchern im zur Bundesligazeit mit Hilfe von mobilen Zusatztribünen auf 23.500 Plätze ausgebauten Donaustadion sorgten.
Da die Ulmer Mannschaft in der folgenden Saison 2000/01 auch den Klassenerhalt in der 2. Bundesliga verpasste und die Lizenz für die Regionalliga verweigert wurde, folgte 2001 der Absturz in die Viertklassigkeit. Da wegen der Insolvenz des Vereins die erste Mannschaft gemäß den Statuten des Verbandes als automatischer Absteiger der Oberliga festgestanden hätte, trat nur die zweite Mannschaft – die fortan als 1. Mannschaft fungierte – in der Verbandsliga Württemberg an.

### Konsolidierung und erneute Insolvenz
| Spielzeit | Liga                       | Platz |  |
| --------- | -------------------------- | ----- |  |
| 2000/01   | 2. Bundesliga              | 16.   |  |
| 2001/02   | Verbandsliga Württemberg   | 02.   |  |
| 2002/03   | Oberliga Baden-Württemberg | 02.   |  |
| 2003/04   | Oberliga Baden-Württemberg | 06.   |  |
| 2004/05   | Oberliga Baden-Württemberg | 02.   |  |
| 2005/06   | Oberliga Baden-Württemberg | 03.   |  |
| 2006/07   | Oberliga Baden-Württemberg | 02.   |  |
| 2007/08   | Oberliga Baden-Württemberg | 02.   |  |
| 2008/09   | Regionalliga Süd           | 07.   |  |
| 2009/10   | Regionalliga Süd           | 06.   |  |
| 2010/11   | Regionalliga Süd           | 17.   |  |

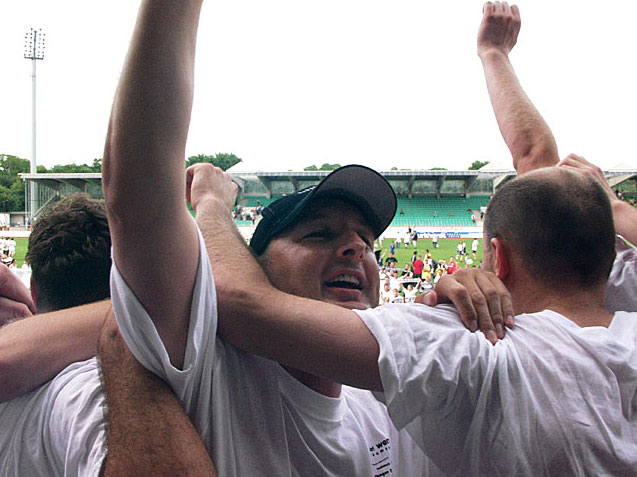
Ulms Trainer Brobeil feiert mit den Fans den Aufstieg in die Oberliga 2002

Der SSV Ulm 1846 wurde in der folgenden Saison als Fünftligist der niederklassigste Verein, der je im DFB-Pokal – noch dazu gegen einen Erstligisten – ein Spiel gewinnen konnte. Nach dem Zwangsabstieg in die Verbandsliga Württemberg 2001 war man als Absteiger aus der 2. Bundesliga trotzdem im DFB-Pokal spielberechtigt. Mit einem 2:1-Sieg gegen den Bundesligisten 1. FC Nürnberg am 26. August 2001 schaffte der Verein die Sensation und den Einzug in die 2. Pokalrunde, in der man jedoch gegen den damaligen Zweitligisten 1. FC Union Berlin mit 0:3 ausschied.
Nach dem Absturz in die Verbandsliga Württemberg gelang der Mannschaft um Harry Brobeil der direkte Wiederaufstieg in die Oberliga Baden-Württemberg. Die junge Mannschaft wurde souverän Tabellenzweiter, auch dank der erfahrenen Dragan Trkulja und Janusz Góra, die vom jungen 21-fachen Saisontorschützen Ünal Demirkiran unterstützt wurden. Im direkten Vergleich mit dem badischen Verbandsligisten SV Linx gelang den Ulmern schließlich über das Relegationsspiel der Aufstieg in die Oberliga Baden-Württemberg.
Nach dem sofortigen Wiederaufstieg in die Oberliga wurde der Aufstieg in die drittklassige Regionalliga Süd jedes Jahr knapp verpasst. 2008 schaffte man als zweite von vier Mannschaften den Aufstieg in die neugestaltete, nur noch viertklassige dreigleisige Regionalliga. Bereits drei Spieltage vor Ende der Saison qualifizierten sich die Ulmer als erste Mannschaft der Oberliga Baden-Württemberg für die neugegliederte Regionalliga Süd; sie belegten am Ende Rang 2 hinter dem SC Freiburg II.
2006 und 2007 erreichte der SSV Ulm 1846 auch zweimal in Folge das Endspiel um den württembergischen Verbandspokal, dessen Sieger sich automatisch für die 1. Runde des DFB-Pokals qualifiziert. In der Saison 2005/06 verlor die Mannschaft gegen den höherklassigen Regionalligisten Stuttgarter Kickers mit 6:7 im Elfmeterschießen und in der darauffolgenden Saison 2006/07 gegen den Oberliga-Mitkonkurrenten 1. FC Normannia Gmünd mit 1:2.
Am 3. Juni 2008 wurde Trainer Paul Sauter trotz des Aufstiegs in die Regionalliga entlassen. Grund dafür waren unterschiedliche Erwartungen bezüglich der angestrebten Tabellenziele in der neuen Saison 2008/09. Nachfolger wurde Markus Gisdol, der bis November 2007 den ehemaligen Oberligakonkurrenten SG Sonnenhof Großaspach trainiert hatte.
Am 12. Juni 2008 wurde die Geschäftsstelle von der Staatsanwaltschaft gemeinsam mit Beamten des Hauptzollamtes und der Steuerfahndung durchsucht. Grund war der Verdacht des Betrugs, des Vorenthaltens von Arbeitsentgelt und der Steuerhinterziehung. Auch bestand der Verdacht, dass Fußballspieler in den zurückliegenden Jahren arbeitslos bzw. als nur geringfügig beschäftigt gemeldet waren, obwohl sie einer Vollzeitbeschäftigung als Fußballspieler nachgingen. Die Ermittlungen richteten sich gegen ehemalige Funktionäre und Mitarbeiter sowie Spieler des Vereins. Stand Dezember 2010 wurden von den 32 Einzelverfahren 16 eingestellt. Zehn Verfahren sind noch nicht abgeschlossen. Gegen zwei ehemalige Spieler wurde Anklage erhoben und gegen vier Spieler wurden Strafbefehle erlassen.
In der Regionalliga-Saison 2008/09 gelang dem SSV 1846 am 8. Spieltag als einzig ungeschlagenem Team erstmals der Sprung an die Tabellenspitze, die allerdings am 9. Spieltag mit einer Niederlage gegen den SC Pfullendorf wieder abgegeben werden musste. In den restlichen Partien der Hinrunde gelang den Ulmern nur ein Sieg, bei sechs Unentschieden und einer Niederlage, so dass am Ende der Halbserie der 7. Tabellenplatz erreicht wurde. In der Rückrunde erkämpfte sich die Mannschaft 26 Zähler, einer weniger als in der Hinrunde, so dass am Ende der Serie der 7. Rang erreicht wurde. Während der Saison trennte sich die Fußballabteilung des SSV Ulm im März 2009 vom Sportverein und gründete einen eigenen Fußballverein, den SSV Ulm 1846 Fußball. Nach nur einer Saison gab Markus Gisdol bekannt, in der folgenden Spielzeit die zweite Mannschaft der TSG 1899 Hoffenheim in der Oberliga Baden-Württemberg zu übernehmen. Neuer Trainer wurde Manfred Paula, der zuvor den Bayernligisten TSV Aindling trainiert hatte. Dieser gab sein Amt aufgrund des ausbleibenden Erfolgs jedoch bereits nach acht Spieltagen wieder auf und wurde durch Ralf Becker ersetzt, der seinen ersten Cheftrainerposten antrat.
Vier Spiele des SSV 1846 in der Endphase der Regionalligasaison 2008/09 stehen unter Manipulationsverdacht.
Am 27. November 2009 sprach der Verein im Zusammenhang mit dem Wettskandal den kroatischen Spielern Davor Kraljevic, Marijo Marinovic und Dinko Radojevic die Kündigung aus.
Der SSV Ulm 1846 setzte aufgrund der angespannten finanziellen Situation, die den neugegründeten Klub begleitete, im Sommer 2010 auf eine Verjüngung der Mannschaft. Da sich die Zuschauerzahlen nicht wie erwünscht entwickelten und aus der Region kein Partner für eine größere Unterstützung gewonnen wurde, musste der Verein Ende November des Jahres Insolvenz anmelden. Kurz darauf gab Trainer Becker seinen Rücktritt bekannt und vereinbarte mit dem Insolvenzverwalter eine Auflösung des Trainervertrages zum Jahresende. Daraufhin übernahm der bisherige Assistenztrainer Janusz Góra das Amt.
Zum Jahresbeginn 2011 wurde vor dem Amtsgericht Ulm das Insolvenzverfahren gegen den Verein eröffnet. Damit stand der SSV Ulm 1846 vorzeitig als Absteiger aus der Regionalliga Süd fest.

### Neuaufbau und dritte Insolvenz
| Spielzeit | Liga                       | Platz |  |
| --------- | -------------------------- | ----- |  |
| 2011/12   | Oberliga Baden-Württemberg | 01.   |  |
| 2012/13   | Regionalliga Südwest       | 10.   |  |
| 2013/14   | Regionalliga Südwest       | 15.   |  |

Am 16. Juni 2011 stimmten die Gläubiger einstimmig für den Insolvenzplan. Es wurde bei Gesamtforderungen von über einer Million Euro ein symbolischer Gesamtbetrag von 1.846 Euro ausbezahlt, was einer Auszahlungsquote von 0,16 % entspricht. Somit war der weitere Weg für den Verein geebnet, schuldenfrei in die Saison 2011/12 zu starten.
Auf der Mitgliederversammlung vom 28. Juni 2011 wurde schließlich der zuvor bereits von Insolvenzverwalter Martin Hörmann als Generalbevollmächtigter eingesetzte Paul Sauter ohne Gegenstimmen zum Präsidenten gewählt. Sauter war früher Spieler und bereits drei Mal Trainer des Vereins gewesen. Er informierte die Mitglieder über die erneuerten Strukturen, wie beispielsweise der Abschaffung des Aufsichtsrats, und rief für die Zukunft einen „radikalen Sparkurs“ aus. Zusätzlich zu seinem Amt als Präsident wurde Sauter auch zum nunmehr vierten Mal Trainer der Mannschaft für die Saison 2011/12.
Am 2. Februar 2012 gaben Paul Sauter als Präsident des SSV Ulm 1846 Fußball und Wilhelm Götz als Präsident des SSV Ulm 1846 auf einer Pressekonferenz in Ulm bekannt, eine Lösung für den zuvor rund einjährigen Streit um das Logo der Fußballer gefunden zu haben. Dieser Streit war im Zuge der Insolvenz des SSV Ulm 1846 Fußball entstanden, nachdem einige Mitglieder und Abteilungsleiter des Sportvereins bezüglich des Logos eine deutliche Abgrenzung zwischen dem SSV Ulm 1846 und dem SSV Ulm 1846 Fußball gefordert hatten.
Ein Kompromiss wurde erzielt, indem man sich darauf einigte, für die Fußballer den Schriftzug „FUSSBALL“ im Logo zu integrieren und somit nur eine winzige Änderung vorzunehmen.
In die Oberliga-Saison 2011/12 startete der SSV Ulm 1846 mit kleinem Budget und großer Unsicherheit, schließlich war eine neue Mannschaft aufgebaut worden – alles unter der Prämisse des radikalen Sparkurses nach der zweiten Insolvenz. Der Verein verlor nur drei Partien in der Saison. Als einzige aller 17 Oberliga-Mannschaften blieben die „Spatzen“, die am 29. Spieltag nach dem 3:1-Heimsieg gegen die SpVgg Neckarelz erstmals die Tabellenführung übernahmen, im eigenen Stadion ungeschlagen, so dass am Ende der Saison der erste Platz im baden-württembergischen Oberhaus mit neun Punkten Vorsprung vor dem starken Aufsteiger VfR Mannheim feststand. Nach der Oberliga-Meisterschaft trat Präsident Sauter von seinem Posten als Cheftrainer zurück und übergab diesen an seinen bisherigen Co-Trainer Stephan Baierl.
Nach einem gelungenen Start in die Saison 2012/13 und einem Platz in der Spitzengruppe der Regionalliga rutschte die Mannschaft im Oktober und November 2012 auf Platz 10 ab, mit lediglich zwei Punkten aus sechs Spielen. Daraufhin wurde Trainer Baierl freigestellt, und sein Vorgänger Sauter übernahm wieder den Posten als Cheftrainer.
Hauptsächlich wegen hoher Spielergehälter beliefen sich im Mai 2014 die Finanzverbindlichkeiten auf 420.000 Euro, und der Verein meldete zum dritten Mal Insolvenz an. Der Club spielte die Saison in der Regionalliga außer Konkurrenz zu Ende und sicherte sich dadurch die Teilnahme an der folgenden Oberliga-Saison 2014/15.

### Erneuter Neuanfang in der Oberliga und Etablierung in der Regionalliga Südwest
| Spielzeit | Liga                       | Platz |  |
| --------- | -------------------------- | ----- |  |
| 2014/15   | Oberliga Baden-Württemberg | 05.   |  |
| 2015/16   | Oberliga Baden-Württemberg | 01.   |  |
| 2016/17   | Regionalliga Südwest       | 09.   |  |
| 2017/18   | Regionalliga Südwest       | 09.   |  |
| 2018/19   | Regionalliga Südwest       | 06.   |  |
| 2019/20   | Regionalliga Südwest       | 07.   |  |
| 2020/21   | Regionalliga Südwest       | 04.   |  |
| 2021/22   | Regionalliga Südwest       | 02.   |  |
| 2022/23   | Regionalliga Südwest       | 01.   |  |

Da die zweite Mannschaft des 1. FC Heidenheim zur Saison 2014/15 abgemeldet wurde, profitierte der SSV Ulm 1846 von zahlreichen Neuzugängen. Spätere Leistungsträger wie Bastian Heidecker und Burak Çoban schlossen sich dem Verein an. Einem durchwachsenen Saisonbeginn folgte eine solide restliche Spielzeit, die der SSV im vorderen Mittelfeld abschloss.
Die Mannschaft wurde in der Spielzeit 2015/16 weiter verstärkt; so kamen etwa Alper Bagceci vom Zweitligisten 1. FC Heidenheim oder Florian Krebs aus der 3. Liga (Hallescher FC). Schnell zeichnete sich ein Zweikampf mit dem FC Nöttingen ab, den der SSV für sich entschied: Man eroberte am 29. Spieltag die Tabellenführung, gab sie bis zum Ende der Saison nicht mehr ab und wurde zum achten Mal Oberligameister. Der SSV Ulm 1846 stellte mit David Braig (26 Tore) auch den erfolgreichsten Torschützen.
Es folgte eine ausgeglichene Regionalliga-Saison; 14 Siegen standen 13 Niederlagen und neun Unentschieden gegenüber. Trotz sechs Absteigern aus der Regionalliga stand vier Spieltage vor Saisonschluss vorzeitig der Klassenerhalt fest. In die folgende Saison 2017/18 startete man mit drei Niederlagen, was zur Folge hatte, dass Trainer Stephan Baierl am 15. August 2017 zurücktrat. Anschließend wurde das Team vom bisherigen Co-Trainer Tobias Flitsch, der die A-Lizenz besitzt, und dem zuvor als U19-Trainer eingesetzten Sven Ackermann betreut. Trotz des Trainerwechsels dauerte es bis zum 10. Spieltag bis zum ersten Saisonsieg. Durch zwischenzeitlich elf Spiele ohne Niederlage arbeitete man sich ins Tabellenmittelfeld vor. Nach vier Niederlagen aus den letzten fünf Spielen im Kalenderjahr 2017 stand der SSV Ulm 1846 zur Winterpause auf dem elften Tabellenplatz, drei Punkte vor dem ersten möglichen Abstiegsplatz in die Oberliga. Die Rückrunde konnten die Spatzen ähnlich erfolgreich gestalten und so konnte man im Nachholspiel am 17. April 2018 gegen den TSV Steinbach frühzeitig den sicheren Klassenerhalt feiern. Im letzten Saisonspiel gegen den SV Waldhof Mannheim verabschiedete sich mit Holger Betz „Deutschlands treuester Fußballprofi“ aus seiner aktiven Zeit als Fußballer. Betz, der seit 1993 für den SSV aufgelaufen war, übernahm zur Saison 2018/19 den Posten als Torwarttrainer.
Zur Saison 2018/19 wurde mit Holger Bachthaler ein ehemaliger Spieler des SSV als neuer Cheftrainer vorgestellt. Bachthaler war zuvor U19-Trainer bei FC Red Bull Salzburg. Unter diesem konnte unter anderem der Gewinn des WFV-Pokals aus der Saison 2017/18 in den folgenden Saisons 2018/19, 2019/20 sowie 2020/21 wiederholt werden. Zum Ende der Spielzeit 2020/21 wurde der Vertrag mit Bachthaler aufgelöst. Auf ihn folgte Thomas Wörle, der zuvor die Frauenmannschaft des FC Bayern München in der Bundesliga trainiert hatte. In der Saison 2021/22 verpasste man als Tabellenzweiter drei Punkte hinter der SV Elversberg knapp den Aufstieg in die 3. Liga. Im WFV-Pokal erreichte man das Finale, welches im Elfmeterschießen gegen den Oberligisten Stuttgarter Kickers verloren wurde.
Zur Saison 2022/23 verließen diverse Leistungsträger die Mannschaft, unter anderem wechselte Jannik Rochelt zur SV Elversberg in die 3. Liga sowie Adrian Beck zu Zweitligist 1. FC Heidenheim. Durch Verstärkungen wie Lucas Röser oder Andreas Ludwig konnte an die erfolgreiche Vorsaison angeknüpft werden. Mit Ausnahme des zweiten Spieltages hatte der SSV durchgängig die Tabellenführung inne und sicherte sich beim 5:0-Heimsieg gegen die SG Barockstadt Fulda-Lehnerz, vor der Rekordkulisse von 10.282 Zuschauern, am vorletzten Spieltag den Aufstieg in die 3. Liga. Im WFV-Pokal scheiterte man im Achtelfinale mit 5:6 n. E. an der Sport-Union Neckarsulm.

### Zurück im Profifußball und direkter Aufstieg
| Spielzeit | Liga          | Platz | Kader |
| --------- | ------------- | ----- | ----- |
| 2023/24   | 3. Liga       | 01.   | Kader |
| 2024/25   | 2. Bundesliga | 17.   | Kader |

Nach über 22 Jahren im Amateurfußball feierte man am 1. Spieltag mit dem Heimspiel gegen den 1. FC Saarbrücken die Rückkehr in den deutschen Profifußball, wo sich die Mannschaft im Anschluss bis zur Winterpause im vorderen Tabellendrittel festsetzte. Am 3. Oktober 2023 war das Donaustadion beim Spiel gegen den TSV 1860 München das erste Mal seit dem Jahr 2000 ausverkauft. 17.000 Zuschauer sahen einen 1:0-Erfolg des SSV Ulm. Da das heimische Donaustadion allerdings über keine Rasenheizung verfügte, musste der Klub ab Ende November für die Heimspiele während der Wintermonate in die beim Lizenzierungsverfahren als Ausweichstadion angegebene Aalener Centus Arena umziehen. Bei der Rückkehr ins heimische Stadion bezwang man am 29. Spieltag den SV Sandhausen mit 2:0 und eroberte überraschend die Tabellenführung, nachdem die Mannschaft zuvor sieben Spiele lang ungeschlagen blieb. Am 35. Spieltag baute man die Serie der ungeschlagenen Spiele mit einem 1:2-Auswärtserfolg bei der Zweitvertretung des SC Freiburg aus und festigte die Tabellenführung. Am 36. Spieltag gewann der SSV Ulm 2:0 gegen den FC Viktoria Köln und stieg in die 2. Fußball-Bundesliga auf.
In der 1. Runde der DFB-Pokal-Saison 2024/25 verlor der SSV Ulm am 16. August 2024 im ausverkauften Donaustadion gegen den FC Bayern München mit 0:4.
Thomas Wörle setzte weiterhin auf eine Dreierkette und Schienenspieler. Nach dem Aufstieg wurden einige Transfers getätigt, jedoch sprangen aufgrund des niedrigen Etats für die „Spatzen“ meistens nur Leihspieler, ablösefreie Transfers oder Spieler aus unteren Ligen, wie u. a. Maurice Krattenmacher, Aaron Keller oder Niklas Kolbe heraus. Als „Top-Transfer“ wurde der bosnische Stürmer Aleksandar Kahvic vom OFK Belgrad verpflichtet. Für den jungen Stürmer legte der SSV laut Transfermarkt.de bis zu 1,5 Millionen Euro hin. Allerdings konnte der Stürmer nicht die Erwartungen erfüllen und kam lediglich zu einigen Kurzeinsätzen. Zur Winterpause verpflichtete der SSV mit Oliver Batista Meier und Dennis Dressel zwei weitere Stammspieler. Mit Robert Leipertz wurde ein erfahrener Spieler vom 1. FC Magdeburg in der Wintertransferphase ausgeliehen, jedoch erfüllte der gebürtige Jülicher nicht die Erwartungen und kam nach dem Trainerwechsel mitten in der Saison nicht über die Rolle eines Jokers hinaus. Einige Spieler, wie Philipp Maier, welche mit dem SSV von der Regionalliga in die zweite Bundesliga durchmarschiert waren, verließen den SSV in der Sommer-, oder in der Wintertransferperiode.
Die Saison 2024/25 entpuppte sich wie erwartbar als Abstiegskampf raus. Der SSV musste sich während der gesamten Saison nach hinten in der Tabelle orientieren. Die Saison verlief (Stand 18. April 2025) unglücklich für die „Spatzen“, da man oft auf Augenhöhe mit Gegnern agierte, die einen deutlich höheren Etat als der SSV vorzuweisen hatten. Jedoch konnte man sich selten belohnen und man kassierte selber häufig ab der 75. Minute Gegentore. Am 11. März 2025 trennte sich der Verein als Reaktion auf den drohenden Abstieg von Trainer Thomas Wörle, nachdem man nach der unglücklichen Niederlage gegen den 1. FC Köln mit vier Punkten Abstand auf das rettende Ufer auf einem direkten Abstiegsplatz stand. Auch Co-Trainer Max Knauer und Athletiktrainer Christoph Zellner wurden freigestellt. Von den letzten 18 Zweitliga-Spielen konnte nur eines gewonnen werden. Als Ersatz wurde der ehemalige Aalener Robert Lechleiter von seinem Posten als U19-Cheftrainer zum Cheftrainer befördert. Als neuer Co-Trainer konnte Christian Demirtas dazu gewonnen werden. Unter Lechleiter konnte man (Stand 11. Mai 2025) aus sieben Spielen zehn Punkte holen, jedoch reichte der Endspurt nicht zum Klassenerhalt. Nach einer 1:6-Auswärtsniederlage gegen den Hamburger SV stehen die Spatzen als zweiter direkter Absteiger neben dem SSV Jahn Regensburg in die 3. Liga fest. Top-Scorer der Spatzen in der Saison war Semir Telalović mit zwölf Toren.

## Namen und Zahlen

### Meisterschaftserfolge
- Deutscher Amateurmeister: 1996
- Meister der 3. Liga und Aufstieg in die 2. Fußball-Bundesliga: 2024
- Meister der Fußball-Regionalliga: 1998 (Staffel Süd) und 2023 (Staffel Südwest)
- Meister der Oberliga Baden-Württemberg: 1979, 1982, 1983, 1986, 1993, 1994, 2012, 2016

### Pokalerfolge
- WFV-Pokalsieger: 1949 (als TSG Ulm 1846), 1957 (als 1. SSV Ulm 1928), 1982, 1983, 1992, 1994, 1995, 1997, 2018, 2019, 2020, 2021 (Rekordpokalsieger)
- DFB-Pokal-Viertelfinale: 1981/82

### Ewige Tabellen
| Liga                                         | Platz | Jahr | Spiele | S   | U   | N   | Tore      | Diff. | Punkte |
| -------------------------------------------- | ----- | ---- | ------ | --- | --- | --- | --------- | ----- | ------ |
| Fußball-Bundesliga                           | 52.   | 01   | 034    | 009 | 008 | 017 | 0036:0062 | −26   | 0035   |
| 2. Fußball-Bundesliga                        | 52.   | 08   | 298    | 096 | 077 | 125 | 0427:0492 | −65   | 0365   |
| Fußball-Regionalliga                         | 38.   | 16   | 512    | 240 | 125 | 147 | 0837:0615 | +222  | 0845   |
| Fußball-Oberliga Baden-Württemberg seit 1978 | 03.   | 19   | 652    | 361 | 161 | 130 | 1289:0709 | +580  | 1244   |

## Personal

### Kader der Saison 2025/26
Stand: 14. August 2025
| Nr.        | Nat.                    | Name                | Geburtstag        | Beim SSV 1846 seit | letzter Verein            |     |
| Tor        | Tor                     | Tor                 | Tor               | Tor                | Tor                       | Tor |
| ---------- | ----------------------- | ------------------- | ----------------- | ------------------ | ------------------------- | --- |
| 01         | Deutschland             | Max Schmitt         | 18. Januar 2006   | 2025               | FC Bayern München II      |     |
| 12         | Deutschland             | Marvin Seybold      | 26. November 2001 | 2020               | 1. FC Heidenheim [Jugend] |     |
| 39         | Deutschland             | Christian Ortag     | 14. Januar 1995   | 2018               | Stuttgarter Kickers       |     |
| Abwehr     |                         |                     |                   |                    |                           |     |
| 02         | Deutschland             | Luis Görlich        | 1. April 2000     | 2025               | Bryne FK                  |     |
| 04         | Deutschland             | Julian Etse         | 23. März 2006     | 2025               | VfL Bochum [Jugend]       |     |
| 05         | Deutschland             | Johannes Reichert   | 2. Juli 1991      | 2016               | 1. FC Kaiserslautern II   |     |
| 15         | Deutschland             | Jonas David         | 8. März 2000      | 2025               | WSG Tirol                 |     |
| 21         | Deutschland             | Marcel Seegert      | 29. April 1994    | 2025               | SV Waldhof Mannheim       |     |
| 24         | Schweiz                 | Sadin Crnovršanin   | 4. Februar 2002   | 2025               | FC Wil                    |     |
| 27         | Italien                 | Lukas Mazagg        | 25. Dezember 1999 | 2025               | TSG 1899 Hoffenheim II    |     |
| 32         | Deutschland             | Niklas Kölle        | 17. November 1999 | 2024               | MSV Duisburg              |     |
| 34         | Deutschland             | Jan Boller          | 14. März 2000     | 2025               | Fortuna Düsseldorf        |     |
| 35         | Deutschland             | Julian Kudala       | 18. Januar 2002   | 2023               | VfB Stuttgart II          |     |
| Mittelfeld |                         |                     |                   |                    |                           |     |
| 06         | Deutschland             | Marcel Wenig        | 4. Mai 2004       | 2025               | Eintracht Frankfurt II    |     |
| 08         | Deutschland             | Ben Westermeier     | 29. Mai 2003      | 2025               | Hannover 96 II            |     |
| 11         | Deutschland             | Dennis Chessa       | 19. Oktober 1992  | 2022               | TSV Steinbach Haiger      |     |
| 14         | Deutschland             | Dennis Dressel      | 26. Oktober 1998  | 2025               | Grazer AK                 |     |
| 19         | Deutschland             | Jonathan Meier      | 11. November 1999 | 2024               | Dynamo Dresden            |     |
| 23         | Deutschland             | Max Brandt          | 2. Juni 2001      | 2023               | FC Teutonia 05 Ottensen   |     |
| 28         | Deutschland             | Max Scholze         | 30. April 2005    | 2025               | FC Bayern München II      |     |
| Sturm      |                         |                     |                   |                    |                           |     |
| 07         | Turkei                  | Ensar Aksakal       | 1. Oktober 2001   | 2025               | Hertha BSC II             |     |
| 09         | Deutschland             | Lucas Röser         | 28. Dezember 1993 | 2022               | 1. FC Kaiserslautern      |     |
| 17         | Deutschland             | Paul-Philipp Besong | 6. Oktober 2000   | 2025               | Borussia Dortmund II      |     |
| 22         | Bosnien und Herzegowina | Aleksandar Kahvić   | 2. Januar 2004    | 2024               | OFK Belgrad               |     |
| 25         | Deutschland             | Elias Löder         | 25. April 2000    | 2025               | FC Carl Zeiss Jena        |     |
| 44         | Deutschland             | Niklas Castelle     | 27. August 2002   | 2024               | FC Schalke 04 II          |     |
| 49         | Deutschland             | André Becker        | 26. Juli 1996     | 2025               | SV Waldhof Mannheim       |     |

### Transfers der Saison 2025/26
Stand: 14. August 2025
| Zugänge | Abgänge |
| Sommerpause 2025 | Sommerpause 2025 |
| --- | --- |
| - Ensar Aksakal (Hertha BSC) - André Becker (Arminia Bielefeld) - Paul-Philipp Besong (Borussia Dortmund II) - Jan Boller (Fortuna Düsseldorf) - Niklas Castelle (Alemannia Aachen; Leihende) - Sadin Crnovršanin (BSC Young Boys) - Julian Etse (VfL Bochum U19) - Luis Görlich (Bryne FK) - Niklas Kölle (VfL Osnabrück; Leihende) - Julian Kudala (1. FC Schweinfurt 05; Leihende) - Elias Löder (FC Carl Zeiss Jena) - Lukas Mazagg (TSG 1899 Hoffenheim II) - Max Schmitt (FC Bayern München II; Leihe) - Max Scholze (FC Bayern München II) - Marcel Wenig (Eintracht Frankfurt II) - Ben Westermeier (Hannover 96 II) | - Bastian Allgeier (Hannover 96) - Oliver Batista-Meier (Preußen Münster) - Thomas Geyer (VfR Aalen) - Luka Hyryläinen (TSG 1899 Hoffenheim II; Leihende) - Tom Gaal (FC St. Gallen) - Felix Higl (SpVgg Greuther Fürth) - Aaron Keller (SpVgg Unterhaching; Leihende) - Niklas Kolbe (Hertha BSC) - Maurice Krattenmacher (FC Bayern München; Leihende) - Robert Leipertz (1. FC Magdeburg; Leihende) - Andreas Ludwig (Vertragsende; Ziel unbekannt) - Romario Rösch (VfL Bochum) - Lennart Stoll (Vertragsende; Ziel unbekannt) - Philipp Strompf (VfL Bochum) - Semir Telalović (1. FC Nürnberg) - Niclas Thiede (VfL Bochum; Leihende) |
| nach Saisonbeginn | |
| - Jonas David (WSG Tirol) - Marcel Seegert (SV Waldhof Mannheim) | |

### Trainer
- 1970–1971: Fritz Schollmeyer
- 1971–1974: Željko Čajkovski
- 1974–1977: Klaus Niemuth
- 1977–1980: Klaus-Peter Jendrosch
- 1980–1981: Jörg Berger
- 1981–1982: Werner Kern
- 1982–1984: Paul Sauter
- 1984: 0000 Hannes Baldauf
- 1984–1985: Fritz Fuchs
- 1985: 0000 Walter Modick
- 1985–1988: Werner Nickel
- 1988–1989: Klaus Toppmöller
- 1989–1990: Erich Steer
- 1990–1994: Paul Sauter
- 1994–1995: Rainer Ulrich
- 1995: 0000 Bernd Hoffmann
- 1995–1996: Martin Gröh
- 1996–1999: Ralf Rangnick
- 1999–2000: Martin Andermatt
- 2000–2001: Hermann Gerland
- 2001–2002: Harry Brobeil
- 2002–2003: Stefan Anderl
- 2003–2005: Dieter Märkle
- 2005–2007: Marcus Sorg
- 2007–2008: Paul Sauter
- 2008–2009: Markus Gisdol
- 2009: 0000 Manfred Paula
- 2009–2010: Ralf Becker
- 2010–2011: Janusz Góra
- 2011–2012: Paul Sauter
- 2012: 0000 Stephan Baierl
- 2012–2013: Paul Sauter
- 2013–2014: Oliver Unsöld, Herbert Zanker
- 2014–2017: Stephan Baierl
- 2017–2018: Tobias Flitsch
- 2018–2021: Holger Bachthaler
- 2021–2025: Thomas Wörle
- seit 03/2025: Robert Lechleiter

## Bekannte ehemalige Spieler
Die folgende Auflistung enthält ehemalige Leistungsträger und Rekordhalter des Vereins sowie Spieler, die ihre Karriere beim Ulmer FV, SSV Ulm, bei der TSG Ulm 1846 oder beim SSV Ulm 1846 begannen und später bedeutende Erfolge feierten. Die Spieler sind chronologisch nach der Vereinszugehörigkeit sortiert.

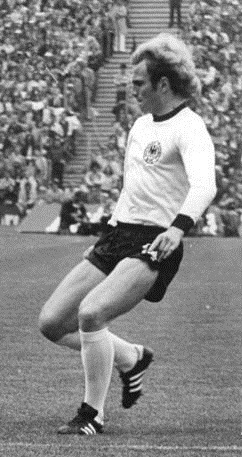
Uli Hoeneß spielte von 1967 bis 1970 bei der TSG Ulm 1846

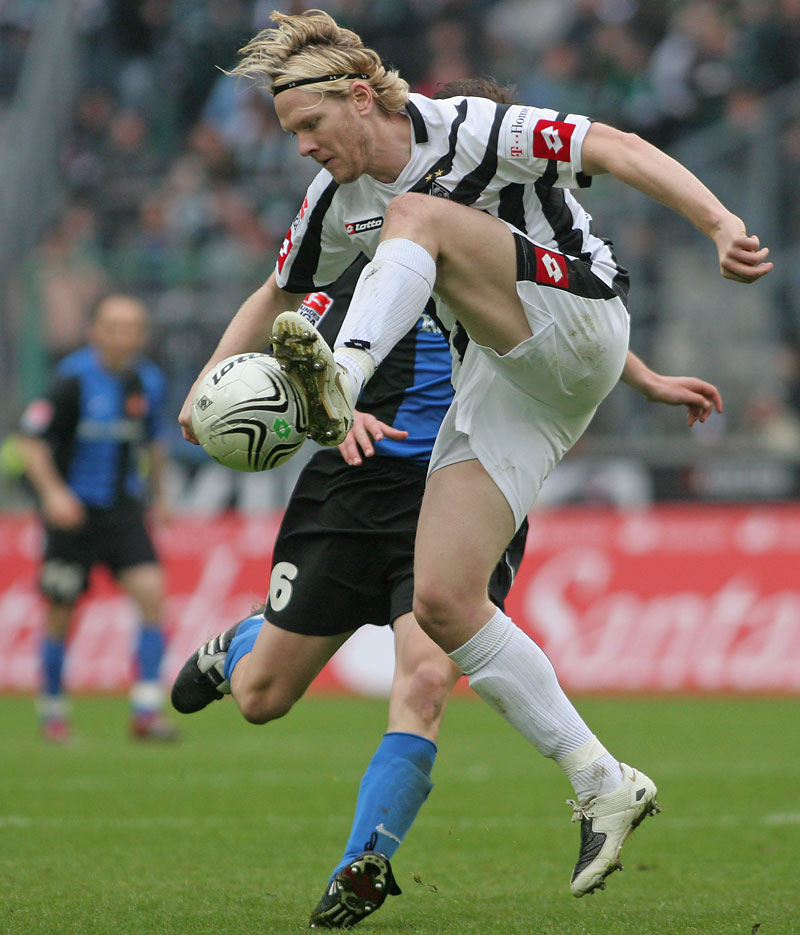
Sascha Rösler spielte von 1992 bis 2001 beim SSV Ulm 1846

| Spieler             | Nationalität | Zeit                | besondere Leistungen |
| ------------------- | ------------ | ------------------- | --- |
| Walter Vollweiler   | Deutscher    | 1924–1933           | der Stürmer spielte beim Ulmer FV 1894 und erzielte als 17-Jähriger im Jahr des Aufstiegs in die höchste Spielklasse 75 Tore; wurde aufgrund seiner jüdischen Abstammung 1933 aus dem Verein ausgeschlossen |
| Alfred Picard       | Deutscher    | 1930–1940           | Nationalspieler des 1. SSV Ulm |
| Erwin Schädler      | Deutscher    | 1934–1949 1948–1949 | Nationalspieler des Ulmer FV 1894 |
| Hans Eberle         | Deutscher    | 1946–1953           | TSG Ulm 1846; Olympiateilnehmer 1952 |
| Anton „Toni“ Turek  | Deutscher    | 1947–1950           | Torwart der TSG Ulm 1846; Nationalspieler, Weltmeister 1954 |
| Wolfgang Fahrian    | Deutscher    | 1960–1963           | Torwart der TSG Ulm 1846; Nationalspieler, 10 Länderspiele, WM-Torwart 1962 |
| Dieter Hoeneß       | Deutscher    | 1967–1973           | TSG Ulm 1846; Nationalspieler, Vizeweltmeister 1986 |
| Uli Hoeneß          | Deutscher    | 1967–1970           | TSG Ulm 1846; Nationalspieler, Weltmeister 1974 |
| Walter Kubanczyk    | Deutscher    | 1970–1985           | Amateurnationalspieler |
| Samuel Okwaraji     | Nigerianer   | 1987–1988           | Olympiateilnehmer 1988 |
| Sascha Rösler       | Deutscher    | 1992–2001           | |
| Dragan Trkulja      | Serbe        | 1992–2002           | Regionalliga-Torschützenkönig 1996 |
| Janusz Góra         | Pole         | 1997–2002 2003–2007 | 11 A-Länderspiele für Polen; später Co-, Interims- sowie Cheftrainer der zweiten Mannschaft |
| Thomas Tuchel       | Deutscher    | 1994–1998           | späterer Trainer vom 1. FSV Mainz 05 und Borussia Dortmund sowie des FC Chelsea und des FC Bayern München |
| Joe Zinnbauer       | Deutscher    | 1994                | 2014–2015 Trainer des Hamburger SV in der Bundesliga |
| Hans van de Haar    | Niederländer | 1999–2001           | bester Bundesligatorschütze des Vereins |
| Mario Gómez         | Deutscher    | 2000–2001           | spielte in der Jugend für den SSV Ulm 1846 und wechselte mit 16 Jahren zum VfB Stuttgart, bei dem er A-Nationalspieler und deutscher Meister wurde |
| Loris Karius        | Deutscher    | 2001–2005           | spielte in der Jugend des SSV Ulm 1846 und wechselte 2005 mit zwölf Jahren zum VfB Stuttgart; später Torhüter beim FC Liverpool sowie beim 1. FC Union Berlin |
| Sebastian Griesbeck | Deutscher    | 2010–2013           | kam mit 20 Jahren zum SSV Ulm 1846 II; überzeugte durch Trainingsleistungen und Kurzeinsätze und erhielt einen Vertrag für die 1. Mannschaft; wechselte 2013 zum 1. FC Heidenheim, mit dem ihm der Aufstieg in die 2. Bundesliga gelang                                                                                              |
| Sandro Sirigu       | Deutscher    | 2005–2009           | aus der Jugend des SSV, kam über den SC Freiburg II und den 1. FC Heidenheim zum späteren Bundesligaaufsteiger SV Darmstadt 98 |
| Kai Wagner          | Deutscher    | 2009–2012 2015–2016 | spielte ab seinem 12. Lebensjahr beim SSV. Nach zwei Jahren in Augsburg kehrte Kai Wagner 2015 in die 1. Mannschaft des SSV zurück. Dort etablierte er sich direkt als Stammspieler und stieg mit den Spatzen in seiner einzigen Herrensaison in die Regionalliga auf. Seit 2019 spielt Kai Wagner in der MLS bei Philadelphia Union |
| Phil Harres         | Deutscher    | 2021–2022           | Ursprünglich für zwei Saisons von Dynamo Dresden ausgeliehen. Nach einer guten Saison mit Ulm in der Regionalliga holte Dynamo Harres nach einer Saison schon wieder zurück. Heute spielt er mit Holstein Kiel in der Bundesliga. |

## Platzierungen des SSV Ulm 1846
| Saison | Liga                           | Platz  | Tore  | Punkte | Pokal                                        |
| --- | ------------------------------ | ------ | ----- | ------ | -------------------------------------------- |
| 1970/71 | 1. Amateurliga Nordwürttemberg | 03/16  | 65:28 | 45-15  |                                              |
| 1971/72 | 1. Amateurliga Nordwürttemberg | 01/16  | 73:20 | 48-12  |                                              |
| 1972/73 | 1. Amateurliga Nordwürttemberg | 01/16  | 45:17 | 44-16  |                                              |
| 1973/74 | 1. Amateurliga Nordwürttemberg | 02/17  | 65:18 | 49-15  |                                              |
| 1974/75 | 1. Amateurliga Nordwürttemberg | 04/16  | 52:29 | 38-22  |                                              |
| 1975/76 | 1. Amateurliga Nordwürttemberg | 05/16  | 47:35 | 36-28  | Finalist WFV-Pokal                           |
| 1976/77 | 1. Amateurliga Nordwürttemberg | 01/16  | 56:24 | 47-13  | DFB-Pokal 1. Runde                           |
| 1977/78 | 1. Amateurliga Nordwürttemberg | 01/16  | 60:21 | 47-13  |                                              |
| 1978/79 | Oberliga Baden-Württemberg     | 01/20  | 71:37 | 51-25  | DFB-Pokal Achtelfinale                       |
| 1979/80 | 2. Bundesliga Süd              | 16/21  | 51:57 | 36-44  |                                              |
| 1980/81 | 2. Bundesliga Süd              | 05/201 | 59:39 | 47-29  | DFB-Pokal, 3. Runde                          |
| 1981/82 | Oberliga Baden-Württemberg     | 01/182 | 63:23 | 49-19  | DFB-Pokal Viertelfinale, Sieger WFV-Pokal    |
| 1982/83 | Oberliga Baden-Württemberg     | 01/19  | 87:36 | 53-19  | DFB-Pokal 1. Runde, Sieger WFV-Pokal         |
| 1983/84 | 2. Bundesliga                  | 13/20  | 58:68 | 32-44  | DFB-Pokal 1. Runde                           |
| 1984/85 | 2. Bundesliga                  | 20/20  | 48:81 | 22-54  | DFB-Pokal 1. Runde                           |
| 1985/86 | Oberliga Baden-Württemberg     | 01/19  | 81:41 | 49-23  | DFB-Pokal Achtelfinale                       |
| 1986/87 | 2. Bundesliga                  | 13/20  | 55:63 | 35-41  |                                              |
| 1987/88 | 2. Bundesliga                  | 19/20  | 51:75 | 29-47  | DFB-Pokal 2. Runde                           |
| 1988/89 | Oberliga Baden-Württemberg     | 07/18  | 65:52 | 36-32  | DFB-Pokal 1. Runde                           |
| 1989/90 | Oberliga Baden-Württemberg     | 13/18  | 58:55 | 31-37  |                                              |
| 1990/91 | Oberliga Baden-Württemberg     | 07/18  | 40:33 | 39-29  |                                              |
| 1991/92 | Oberliga Baden-Württemberg     | 02/18  | 55:34 | 46-22  | Sieger WFV-Pokal                             |
| 1992/93 | Oberliga Baden-Württemberg     | 01/182 | 67:30 | 45-23  | DFB-Pokal 3. Runde                           |
| 1993/94 | Oberliga Baden-Württemberg     | 01/182 | 68:36 | 46-22  | Sieger WFV-Pokal                             |
| 1994/95 | Regionalliga Süd               | 04/18  | 69:45 | 45-23  | DFB-Pokal 2. Runde, Sieger WFV-Pokal         |
| 1995/96 | Regionalliga Süd               | 03/18  | 56:40 | 60     | DFB-Pokal 1. Runde, Deutscher Amateurmeister |
| 1996/97 | Regionalliga Süd               | 06/18  | 71:50 | 54     | DFB-Pokal 1. Runde, Sieger WFV-Pokal         |
| 1997/98 | Regionalliga Süd               | 01/18  | 63:36 | 60     | DFB-Pokal Achtelfinale                       |
| 1998/99 | 2. Bundesliga                  | 03/18  | 63:51 | 58     | DFB-Pokal 1. Runde                           |
| 1999/2000 | Bundesliga                     | 16/18  | 36:62 | 35     | DFB-Pokal Achtelfinale                       |
| 2000/01 | 2. Bundesliga                  | 16/183 | 42:58 | 34     | DFB-Pokal Achtelfinale                       |
| 2001/02 | Verbandsliga Württemberg       | 02/17  | 65:23 | 71     | DFB-Pokal 2. Runde                           |
| 2002/03 | Oberliga Baden-Württemberg     | 02/18  | 72:24 | 69     | 3. Runde WFV-Pokal                           |
| 2003/04 | Oberliga Baden-Württemberg     | 06/19  | 60:55 | 55     | 3. Runde WFV-Pokal                           |
| 2004/05 | Oberliga Baden-Württemberg     | 02/18  | 70:45 | 72     | Viertelfinale WFV-Pokal                      |
| 2005/06 | Oberliga Baden-Württemberg     | 03/18  | 89:32 | 75     | Finalist WFV-Pokal                           |
| 2006/07 | Oberliga Baden-Württemberg     | 02/18  | 84:29 | 76     | Finalist WFV-Pokal                           |
| 2007/08 | Oberliga Baden-Württemberg     | 02/18  | 61:25 | 71     | 3. Runde WFV-Pokal                           |
| 2008/09 | Regionalliga Süd               | 07/18  | 55:35 | 53     | 2. Runde WFV-Pokal                           |
| 2009/10 | Regionalliga Süd               | 06/18  | 52:45 | 51     | Achtelfinale WFV-Pokal                       |
| 2010/11 | Regionalliga Süd               | 17/184 | 0:0   | 0      | 3. Runde WFV-Pokal                           |
| 2011/12 | Oberliga Baden-Württemberg     | 01/18  | 60:27 | 71     | 3. Runde WFV-Pokal                           |
| 2012/13 | Regionalliga Südwest           | 10/19  | 46:46 | 51     | Halbfinale WFV-Pokal                         |
| 2013/14 | Regionalliga Südwest           | 15/18  | 39:56 | 32     | Halbfinale WFV-Pokal                         |
| 2014/15 | Oberliga Baden-Württemberg     | 05/18  | 61:43 | 56     | Viertelfinale WFV-Pokal                      |
| 2015/16 | Oberliga Baden-Württemberg     | 01/18  | 78:32 | 75     | Viertelfinale WFV-Pokal                      |
| 2016/17 | Regionalliga Südwest           | 09/19  | 48:46 | 51     | Achtelfinale WFV-Pokal                       |
| 2017/18 | Regionalliga Südwest           | 09/19  | 56:54 | 48     | Sieger WFV-Pokal                             |
| 2018/19 | Regionalliga Südwest           | 06/18  | 50:43 | 57     | DFB-Pokal 2. Runde, Sieger WFV-Pokal         |
| 2019/20 | Regionalliga Südwest           | 07/18  | 38:24 | 35     | DFB-Pokal 1. Runde, Sieger WFV-Pokal         |
| 2020/21 | Regionalliga Südwest           | 04/22  | 75:40 | 79     | DFB-Pokal 2. Runde, Sieger WFV-Pokal         |
| 2021/22 | Regionalliga Südwest           | 02/19  | 60:30 | 77     | DFB-Pokal 1. Runde, Finalist WFV-Pokal       |
| 2022/23 | Regionalliga Südwest           | 01/18  | 59:25 | 72     | Achtelfinale WFV-Pokal                       |
| 2023/24 | 3. Fußball-Liga                | 01/20  | 65:38 | 77     | Halbfinale WFV-Pokal                         |
| 2024/25 | 2. Bundesliga                  | 17/18  | 36:48 | 30     | DFB-Pokal 1. Runde                           |
| 1Qualifikation für eingleisige 2. Bundesliga verpasst 2gescheitert in der Aufstiegsrunde zur 2. Bundesliga 3Lizenz für Regionalliga verweigert, anschließend Insolvenz des Vereins 4Insolvenzverfahren während der Saison, alle Saisonspiele aus der Wertung |                                |        |       |        |                                              |

## Herausragende Pflichtspielergebnisse
die höchsten Siege
- 13:0 gegen SGV Freiberg am 13. August 2005, Oberliga Baden-Württemberg (H)
- 1:12 gegen Sportfreunde Schwendi am 1. November 2023, WFV-Pokal 2023/24 (A)
- 1:11 gegen TSV Nusplingen am 24. Juli 2021, WFV-Pokal 2021/22 (A)
- 9:0 gegen TSG 1899 Hoffenheim II am 28. April 2006, Oberliga Baden-Württemberg (H)
- 0:8 gegen SV Mietingen am 28. Juli 2021, WFV-Pokal 2020/21 (A)
- 7:0 gegen SV Kickers Pforzheim am 6. April 2015, Oberliga Baden-Württemberg (H)
- 7:0 gegen BV 08 Lüttringhausen am 11. Februar 1984, Zweite Liga (H)

die höchsten Niederlagen
- 1:9 gegen Bayer 04 Leverkusen am 18. März 2000, Bundesliga (H)
- 0:8 gegen die Stuttgarter Kickers am 14. November 1987, Zweite Liga (H)
- 8:0 gegen 1. FC Nürnberg am 22. September 1935, Tschammerpokal 1935 (A)
- 6:0 gegen 1. FC Kaiserslautern II am 13. April 2013, Fußball-Regionalliga Südwest (H)

## Zweite Fußballmannschaft
2004 gründeten die Spatzen-Fußballer wieder eine offizielle zweite Mannschaft neben ihrer „Ersten“, die schon damals in der Oberliga Baden-Württemberg antrat. Aufgrund der Neugründung musste man in der niedrigsten Klasse im württembergischen Fußball-Bezirk Donau/Iller, der Kreisliga B, starten. Nach drei Aufstiegen in Folge spielte der SSV Ulm 1846 II in der Saison 2007/08 in der württembergischen Landesliga, Staffel 2, wo man nach einem 4. Platz in der ersten Saison 2008/09 einen 11. Platz erreichte und lange um den Klassenerhalt kämpfen musste. 2011 stieg die Mannschaft jedoch aus der württembergischen Landesliga, Staffel 2, in die Bezirksliga Donau/Iller ab. Am Ende der Saison 2012/13 schaffte der SSV Ulm 1846 II freilich wieder die Rückkehr in die Landesliga, Staffel 2, innerhalb des Württembergischen Fußballverbands (WFV). Mit 96:28 Toren und 73 Punkten wurden die „kleinen Spatzen“ Titelträger der Bezirksliga Donau/Iller vor dem punktgleichen Tabellenzweiten und Stadtnachbarn SV Grimmelfingen, der es auf ein Torverhältnis von 89:40 brachte. Im Jahre 2014 stieg man aus der Landes- in die Bezirksliga ab.
Zur Saison 2017/18 wurde die zweite Mannschaft vom aktiven Spielbetrieb abgemeldet.

## Frauenfußball
Eine Frauenmannschaft gab es beim SSV Ulm 1846 von der Saison 2012/13 bis zur Saison 2019/20. Erste Juniorinnenteams hatten davor schon ab 2008 bestanden. Die Frauenmannschaft startete zunächst in der Bezirksliga als achthöchste Spielklasse. Nachdem man 2017 die Aufstiegsrelegation erreichte, diese jedoch in der 3. Runde verlor, gelang 2019 der Meistertitel und Aufstieg in die Regionenliga.
Im Sommer 2020 trennte sich der Verein vom eigenen Frauenfußball-Spielbetrieb, da die begrenzten Platzkapazitäten im Trainingsbetrieb zu Problemen und Unzufriedenheit geführt hatten. Die Frauenmannschaft und drei Juniorinnenteams wurden stattdessen vom VfL Ulm/Neu-Ulm übernommen, der 1990 zu den Gründungsmitgliedern der Frauen-Bundesliga gehörte, seine Frauenmannschaft 1992 aber abmelden musste. Neben den rund 60 Spielerinnen wechselten auch die jeweiligen Trainer- und Betreuerteams den Verein.
Im September 2024 verkündete der Verein eine Kooperation mit dem SV Jungingen im Bereich des Frauenfußballs. Diese Kooperation folgte aus den Lizenzbestimmungen der DFL, die der Verein durch den Aufstieg seiner Herrenmannschaft in die 2. Bundesliga erfüllen muss, wonach Bundesligavereine den Frauenfußball durch eine eigene Frauenmannschaft oder die Kooperation mit einem anderen Verein fördern sollen. Die Zusammenarbeit umfasst die gemeinsame Aus- und Weiterbildung von Trainern und die medizinische Versorgung. Außerdem will der SSV Ulm den SV Jungingen durch Aktionstage unterstützen. Der SV Jungingen ist seit 1978 mit einer eigenen Frauenmannschaft aktiv und gehörte 2004 zu den Gründungsmitgliedern der 2. Frauen-Bundesliga. Zum Start der Kooperation spielte der Verein in der fünftklassigen Verbandsliga.

## SSV Ulm 1846 Fußball GmbH & Co. KGaA
Nach einem Beschluss der Mitgliederversammlung am 27. Januar 2020 wurde die Lizenzspielermannschaft des SSV Ulm 1846 Fußball rückwirkend zum 1. Juli 2019 aus dem Verein in eine Kommanditgesellschaft auf Aktien (KGaA) ausgegliedert. Zur SSV Ulm 1846 Fußball GmbH & Co KGaA gehören neben der Profimannschaft auch die wirtschaftlichen Geschäftsbereiche wie Sponsoring und Merchandising. Diese Ausgliederung soll die Gemeinnützigkeit des Vereins sichern und mögliche Investoren animieren, Anteile der KGaA zu investieren.
Die Komplementärin, die zur Geschäftsführung berechtigt und verpflichtet ist, ist die SSV Ulm 1846 Fußball Geschäftsführungs GmbH. Ihre Anteile werden unabhängig von der KGaA-Kapitalverteilung stets vollständig vom e. V. gehalten, wodurch dieser die Kontrolle über das operative Geschäft behält und die 50+1-Regel gewahrt bleibt.

## Fanszene
Seit Ende der 1990er Jahre gibt es eine offizielle Fanfreundschaft der Spatzen-Anhänger mit Fans von Rot-Weiß Oberhausen. Freundschaftliche Kontakte bestehen auch mit Fans des VfR Aalen und außerhalb sportartenübergreifend mit der Jokeria Kaufbeuren, der Fanszene des Eishockeyvereins ESV Kaufbeuren. Die Gruppierung Nero Constante ist mit Anhängern des österreichischen Fußballvereins Schwarz-Weiß Bregenz befreundet, so hängt bei Heimspielen SWBs stets eine Zaunfahne mit der Aufschrift NC Ulm sowie einer Abbildung des Ulmer Münsters am Zaun des ImmoAgentur-Stadions. Die größten sportlichen Rivalen des SSV Ulm sind der SSV Reutlingen sowie der 1. FC Heidenheim. Aufgrund der Fanfreundschaft zum SSV Reutlingen sind Anhänger des VfB Stuttgart in Ulm äußerst ungern gesehen. Ebenfalls als brisant ist das Verhältnis zur Fanszene der Stuttgarter Kickers und, aufgrund der Fanfreundschaft zu Oberhausen, des MSV Duisburg, aber auch zu dessen Rivalen, Rot-Weiss Essen, zu bezeichnen. In der Vergangenheit gab es teils schwerste Ausschreitungen zwischen Fans des SSV Ulm und Unterstützern des SSV Reutlingen.
Die größte organisierte Fangruppierung ist der D-Block Donaustadion, der sich hauptsächlich aus den Gruppen Broken Society Ultras und Nebulosa Impero zusammensetzt und sich vor allem als supportorientierte, unpolitische Ultragruppierung versteht.
Allerdings gibt es neben den Ultras in der Fanszene auch teilweise rechte und rechtsextreme Hooligans. Im Mai 2019 griffen mehrere Rechtsextreme eine Romafamilie an, und vier der Täter konnten der Hooliganszene des SSV Ulm zugeordnet werden. Trotz des Prozesses erhielten die Täter vorerst kein Stadionverbot, weswegen die Vereinsführung des SSV Ulm vom Zentralrat Deutscher Sinti und Roma stark kritisiert wurde:

„Dieses menschenverachtende Verbrechen bei der Vereinsführung zu ignorieren macht uns ganz einfach fassungslos. Man stelle sich vor, der gleiche Vorfall hätte sich gegenüber der jüdischen Minderheit ereignet, dann wäre ein anderes Verhalten zu Tage getreten von der Vereinsführung. Holocaust heißt eindeutig auch Vernichtung einer halben Million Sinti und Roma im NS-besetzten Europa. Und die Verantwortung einer Vereinsführung muss hier die gleiche sein.“

Zudem existieren Gruppenfotos von Hooligans, auf denen unter anderem der verbotene Hitlergruß gezeigt wird.

## Stadion

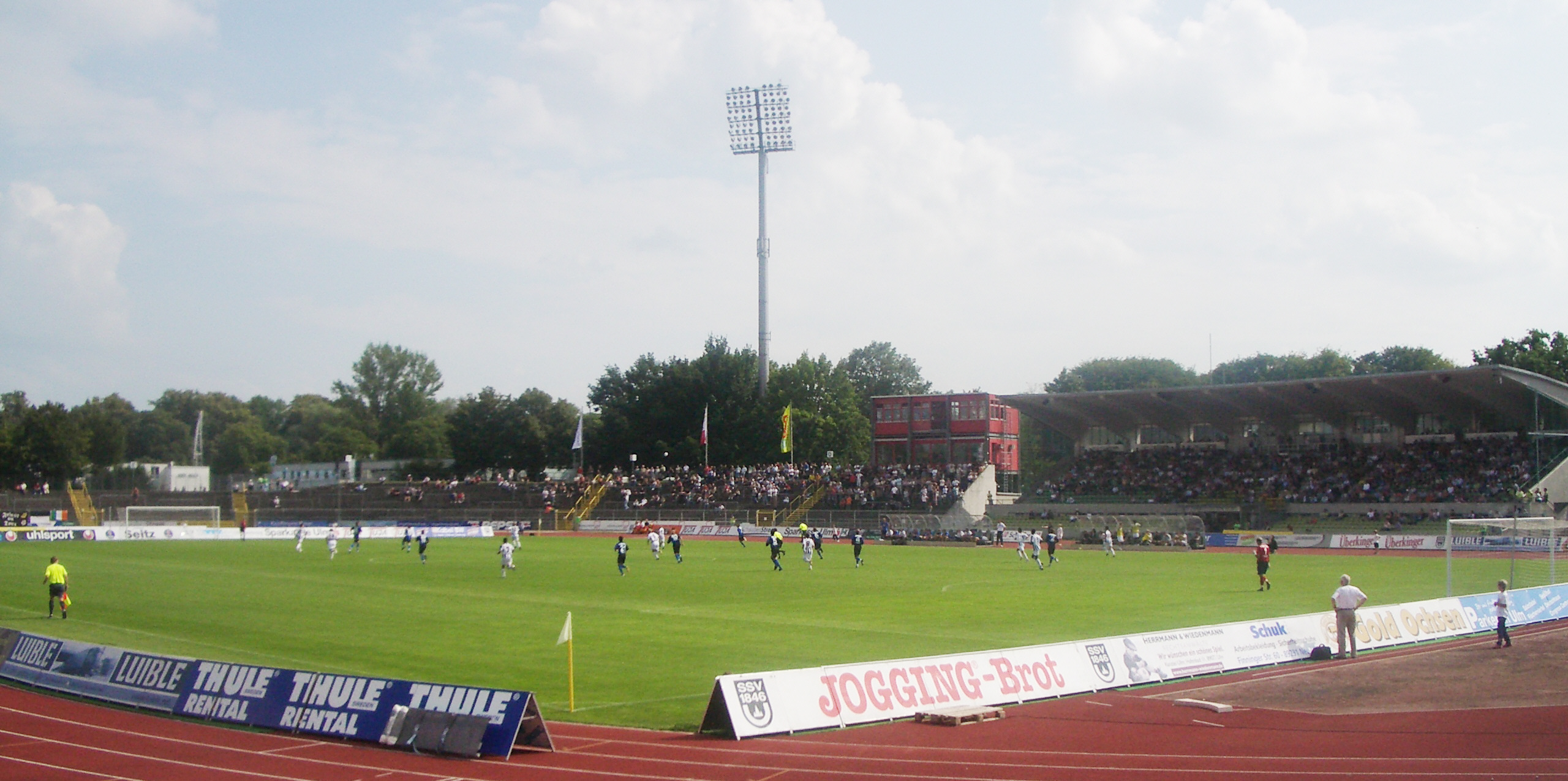
Haupttribüne und D-Block

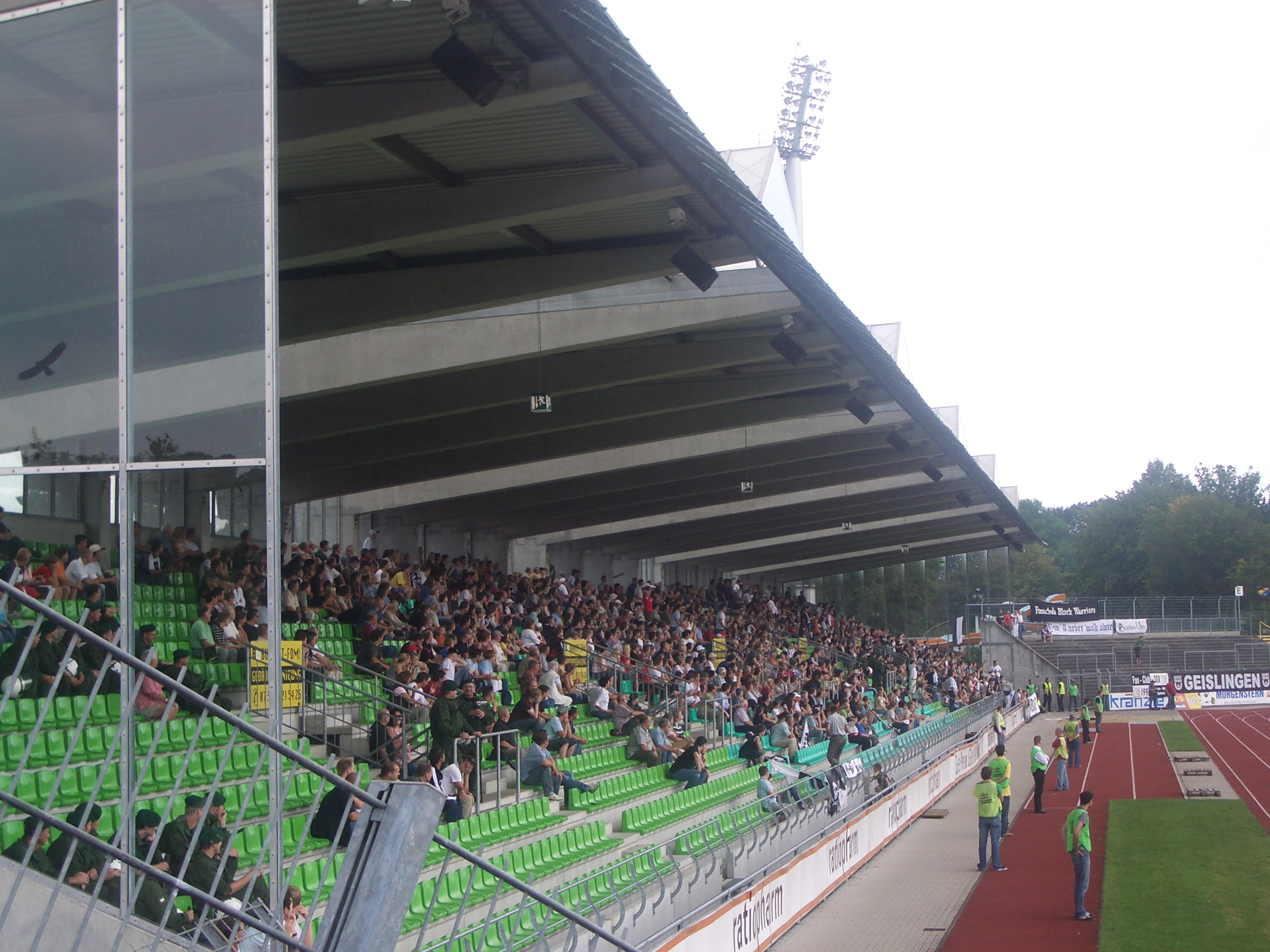
Gegentribüne

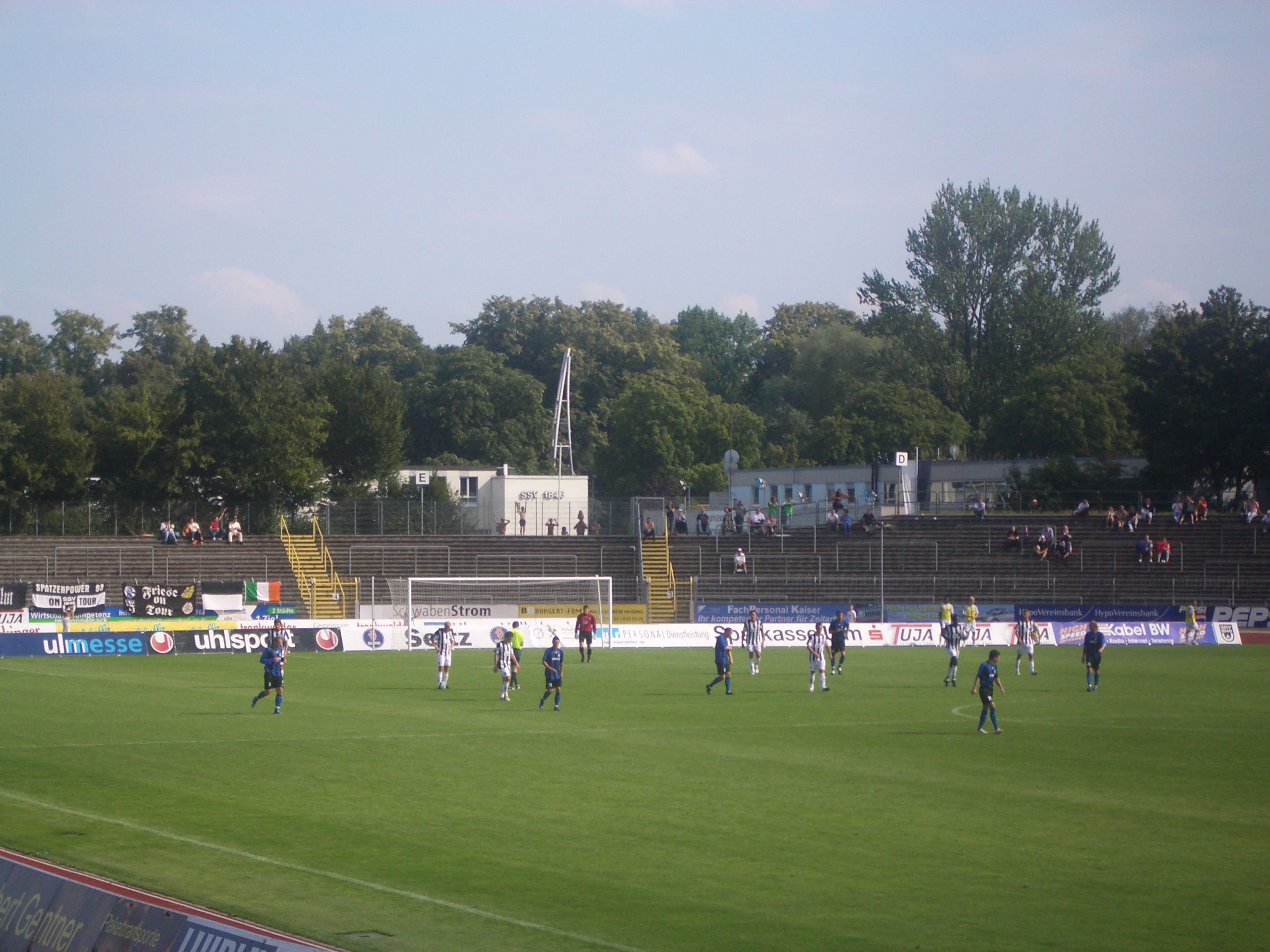
E-Block

Das Donaustadion hat ein Fassungsvermögen von 19.500 Zuschauern und ist im Besitz der Stadt Ulm. Der Fanblock des SSV Ulm 1846 befand sich bis zur Spielzeit 2000/01 auf den nicht überdachten Stehplatzrängen des D-Blocks rechts neben der Haupttribüne in der Ecke zur Südkurve, die an das vereinseigene Schwimmbad angrenzt. Mit dem Start in die Verbandsligasaison 2001/02 wurde dieser traditionelle Ulmer Fanbereich in die äußerste Ecke der überdachten Gegentribüne verlagert (3000 Sitzplätze, das erst 1999 fertiggestellte Bauwerk grenzt an die Gänswiese, auf der Fußball und Hockey trainiert sowie gespielt wird, an), um den Fans ein besseres Gehör zu verschaffen als auf den Stehplatzrängen, wo die meiste Akustik durch die fehlende Überdachung verloren geht. Doch mit Beginn der Regionalliga-Saison 2008/09 mussten die organisierten Fans des SSV 1846 in den D-Block der Südkurve am Schwimmbad auf Höhe der Stadionstraße und somit auf die nicht überdachten Stehränge rechts neben der Haupttribüne zurückkehren. Sicherheitsvorschriften auf der Gegentribüne wurden hierfür als Grund genannt. Außerdem war seit dem Frühjahr 2011 die Gegengerade des Donaustadions aus Kostengründen bei Heimspielen des SSV Ulm 1846 geschlossen. Ausnahmen bildeten Fußballspiele, bei denen eine große Zuschauerkulisse zu erwarten war.
Zur Saison 2014/15 wurde die Gegentribüne für die Zuschauer wieder geöffnet.
Aufgrund fehlender Rasenheizung im Donaustadion trug der SSV Ulm 1846 in der Saison 2023/24 fünf Heimspiele in der Centus Arena in Aalen aus.
Nach dem Aufstieg des SSV Ulm 1846 in die 2. Fußball-Bundesliga 2024/25 wurden im Frühjahr/Sommer 2024 eine Rasenheizung und eine Beregnungsanlage eingebaut, und an den Flutlichtmasten wurden seitlich weitere Strahler angebracht, um die vorgegebenen DFL-Richtlinien zu erfüllen. Weiter wurden provisorische Maßnahmen vorgenommen, wie Container für sanitäre Anlagen und den Pressebereich, die Anmietung von Trafostationen für die Sicherstellung der Stromversorgung und ein Parkplatz für TV-Übertragungsfahrzeuge. Die von der DFL geforderte Überdachung aller Zuschauerplätze konnte nicht bis zum Saisonstart im August 2024 realisiert werden, weshalb der SSV Ulm eine Ausnahmegenehmigung für die Saison 2024/25 erhielt. Für die kommende Saison sollen noch 80 Rollstuhlplätze mit Sitzen für Begleitpersonen geschaffen werden.

## Vereinslieder
Im August 1997 veröffentlichte der SSV Ulm 1846 die offizielle Vereinshymne „Forever SSV“, die von der Sängerin Jennifer Engels gesungen wird.
Die „Hymne“ begleitete den SSV Ulm 1846 bis in die 1. Fußball-Bundesliga und wird auch heute noch bei allen wichtigen Spielen und großen sportlichen Ereignissen Live im Stadion gesungen.
Im März 2013 stellte der SSV Ulm 1846 im Rahmen des „Spatzentalks“ der Südwest Presse das Lied Die Spatzen fliegen wieder als weiteres Vereinslied vor.